# Mezőkovácsháza
Mezőkovácsháza é uma cidade da Hungria, situada no condado de Békés. Tem 62,59 km² de área e sua população em 2019 foi estimada em 5.787 habitantes.